# Laona (Wisconsin)
Laona – miasto w Stanach Zjednoczonych, w stanie Wisconsin, w hrabstwie Forest.